# Per-Ulrik Johansson
Per-Ulrik Johansson, né le 6 décembre 1966 à Uppsala, est un golfeur suédois.

## Biographie
Jeune golfeur, il part faire ses études aux États-Unis, à l'université d'État de l'Arizona, pour continuer à pratiquer son sport. Passé professionnel en 1990, il obtient immédiatement sa carte pour le Tour européen PGA lors du tournoi de qualification. Pour sa première saison sur le circuit, il remporte sa première victoire et termine l'année avec le titre de rookie of the Year (meilleur débutant), aussi appelé trophée  Henry Cotton.
Il remporte cinq tournois dans la période allant de son entrée sur le circuit à 1997. Il termine à quatre reprises dans le Top 20 à l'ordre de Mérite européen, dont une onzième place comme meilleur résultat lors la saison 1997.
Après avoir obtenu sa carte pour le PGA Tour lors du tournoi de qualification de 2000, il rejoint les États-Unis. Il y évolue pendant quatre saisons, avec une sixième place comme meilleur résultat. Il doit ensuite évoluer pendant deux saisons sur un circuit secondaire, le Nationwide Tour, avant de retrouver une place sur le circuit européen grâce à des places de wild card. Il obtient ainsi une nouvelle victoire sur le circuit lors du Russian Open de l'année 2008.